# Clethra arborea
Espèce
Statut de conservation UICN

 LC  : Préoccupation mineure

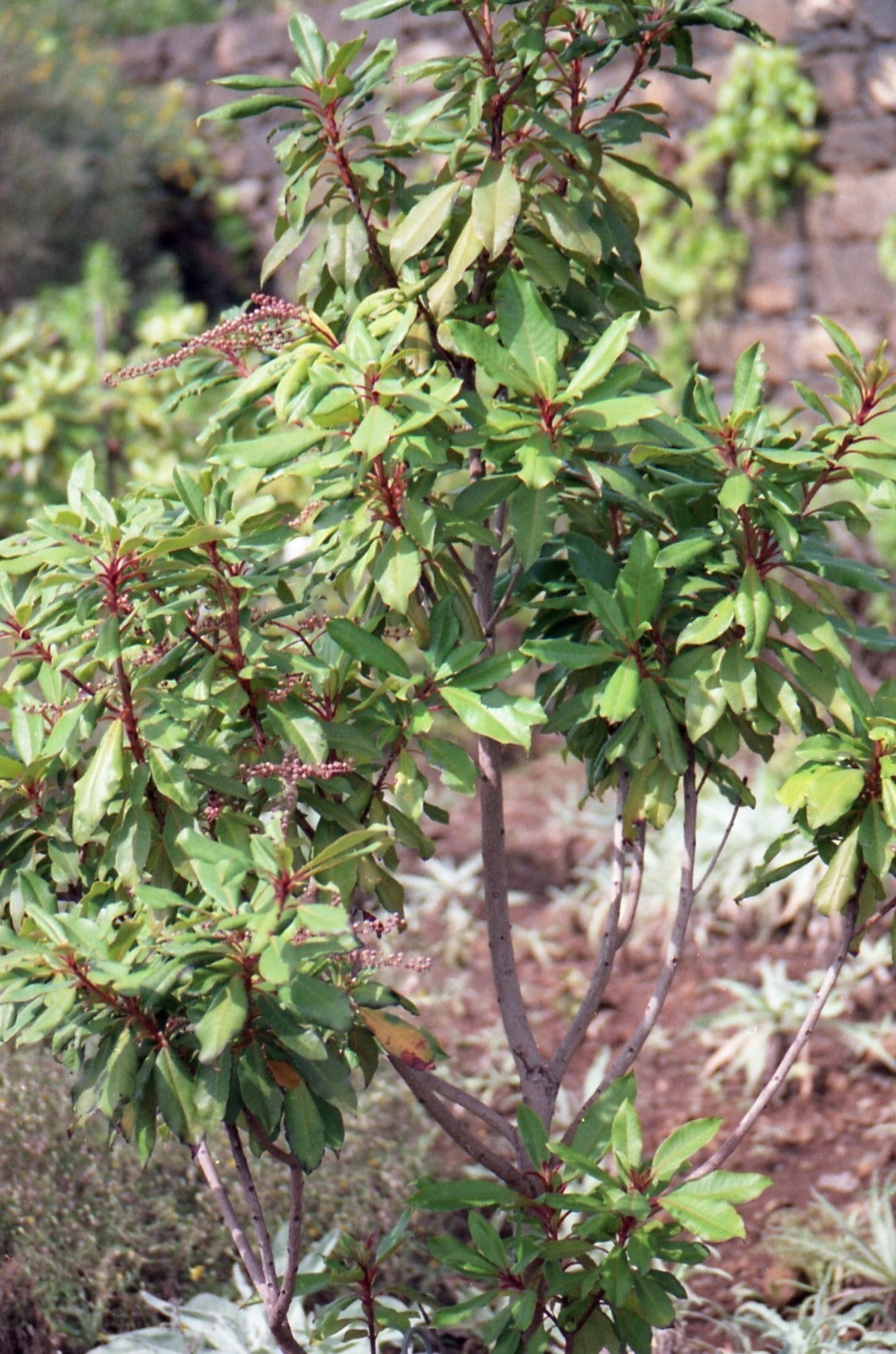
Clethra arborea.

Clethra arborea est une espèce de plantes à fleurs de la famille des Clethraceae. C'est un arbuste que l'on trouve en Macaronésie où il est endémique sur Madère, éteint dans les Îles Canaries, et considéré comme une espèce introduite dans les Açores. À Madère, il pousse naturellement dans la laurisylve, qui est son habitat de prédilection.

## Description
C'est un arbuste au feuillage persistant pouvant atteindre jusqu'à 6 m de haut. Les fleurs sont petites et blanches, en forme de clochettes similaires à celles du muguet. Elles sont rassemblées en inflorescences que l'on trouve à l'extrémité des branches, et elles apparaissent au début et au milieu de l'été. La plante est toxique pour l'Homme, causant des diarrhées et même une mort brutale.